# 長刀之夜 (1962年)
長刀之夜（英語：Night of the Long Knives）是指在1962年7月13日，英國首相哈羅德·麥美倫辭退下列內閣閣員的事件：
- 基爾穆爾勳爵（英语：David Maxwell Fyfe, 1st Earl of Kilmuir） — 大法官
- 塞爾文·勞埃 — 財政大臣
- 大衛·埃克爾斯（英语：David Eccles, 1st Viscount Eccles）爵士 — 教育部長
- 哈羅德·沃金森（英语：Harold Watkinson） — 國防部長
- 約翰·麥利和（英语：John Maclay, 1st Viscount Muirshiel） — 蘇格蘭事務大臣
- 查理斯·希爾（英语：Charles Hill, Baron Hill of Luton） — 房屋、地方政府及威爾斯事務部長
- 米爾斯勳爵（英语：Percy Mills, 1st Viscount Mills） — 不管部大臣

這個空前的換閣行動，被報章冠稱為「長刀之夜」（取自納粹德國在1934年發生的同名事件），但英國版本與德國版本不同的是，英國版長刀之夜並沒有造成任何流血事件。

麥美倫的對手，自由黨傑瑞米·索普（Jeremy Thorpe）對事件評論道：
他這樣子的人一定沒有更大的愛心，他竟為自己的生活而放下了他的朋友。
麥美倫所屬的保守黨政府在兩年多後即告垮台，使不少迷信的人認為，這是黑色星期五的結果。